# 양금
양금(洋琴, 揚琴)은 한국의 전통 현악기 중의 하나이다. 서양에서 들어 왔다고 해서 '서양금(西洋琴)', 유럽(구라파)에서 전래된 철현을 가진 현악기라 하여 '구라철현금(歐羅鐵絃琴)' 또는 '구라철사금(歐羅鐵絲琴)'이라고도 한다. 국악기 중에서는 유일하게 쇠줄을 가진 현악기이다.
네모진 통에 철사를 여러 개 매고 작은 대나무채로 친다. 소리가 맑고 청아하며 줄풍류에 주로 쓰이지만 한국악기의 특징적인 농현을 하지 못하는 결점이 있다. 양금은 서양금(西洋琴)의 준말이고, 또 구라철사금(歐邏鐵絲琴)이라 부르는 것에서 알 수 있듯이 서양악기가 중국을 통하여 조선 말기에 들어온 것이다. 나란히꼴(平行四邊形)의 상자모양, 오동나무 판으로 짠 통에 주석과 철로 합금한 철사를 한 벌에 4줄씩 하여 14벌 56줄을 얹었다. 줄은 통에 못을 박아 돌려가며 조율하게 되었다. 줄 밑에는 통을 가로지른 쇠로 된 괘 둘을 세우는데, 오른편 것은 우괘, 왼편 것은 좌괘라고 부른다. 못을 덮는 덮개, 줄 전체를 덮는 뚜껑은 배나무판으로 만든다. 줄을 치는 채는 가는 대나무로, 끝이 약간 두꺼운 머리공이가 달려 있다. 연주법은 양금을 앞에 놓고 앉아서 오른손에 양금채를 엄지·식지·장지로 가볍게 쥐고 친다. 한벌 4줄은 같은 음으로 조율된다. 양금을 치는 부분은 오른편 괘의 왼쪽 줄·왼편 괘의 오른쪽 줄·왼편 괘의 왼쪽줄을 쓰고, 오른편 괘의 오른쪽 줄을 쓰지 않는다.

## 기원과 전래
아라비아와 페르시아의 '덜시머(Dulcimer)' 및 코카서스의 '산티르(Santir)'가 원형이다. 이 악기는 이슬람교의 음악에 쓰였는데, 10C~12C 경 신성 로마 제국의 십자군전쟁 시기에 유럽으로 전래되어 피아노의 전신이 되었고, 현재에도 헝가리 등의 집시들에게 애용된다. 현재 헝가리에서는 이 악기를 쳄발로(Cembalo)로 개량하였다.
순조때의 기록에 따르면 양금은 마테오 리치에 의해 중국의 명나라에 전래되었다고 하며, 한국에 들어온 것은 영조 초기로 생각된다.

## 이용과 편성
양금은 음의 조절이 어렵기 때문에 전통 음악에서는 독주용으로는 잘 사용되지 않고, 단소와 함께 병주(倂奏)할 때 편성되거나 현악영산회상(絃樂靈山會相)과 같은 줄풍류 및 세악(細樂) 합주에 쓰인다.
현대의 창작국악에서는 특유의 맑은 소리로 인해 여러 음악에 쓰인다.

### 조현법과 구분
조현법과 구분은 아래와 같다.(오른편 괘 왼쪽 줄)
| 제1현 | 황종·내림마(e flat)·청                 |
| 제2현 | 태주·바(f)·청                          |
| 제3현 | 협종·내림사(g flat)·청                 |
| 제4현 | 중려·내림가(a flat)·흥                 |
| 제5현 | 임종·내림나(b flat)·둥                 |
| 제6현 | 남려·다(c1)·등                         |
| 제7현 | 무역·내림라(d1 flat) 왼편 괘 오른쪽 줄 |
| 제1현 | 황종·내림마1(e1 flat)·당               |
| 제2현 | 태주·바1(f1)·동                        |
| 제3현 | 협종·내림사1(g1 flat)·지               |
| 제4현 | 중려·내림가1(a1 flat)·징               |
| 제5현 | 임종·내림나1(b1 flat)·칭               |
| 제6현 | 남려·다2(c2)                           |
| 제7현 | 무역·내림라2(d2 flat) 왼편 괘 왼쪽 줄  |
| 제1현 | 임종·내림나1(b1 flat)·당               |
| 제2현 | 남려·다2(c2)·동                        |
| 제3현 | 무역·내림라2(d2 flat)·지               |
| 제4현 | 황종·내림마2(e2 flat)·징               |
| 제5현 | 태주·바2(f2)·칭                        |
| 제6현 | 고선·내림사2(g2 flat)                  |
| 제7현 | 중려·내림가2(a2 flat)·쫑               |

## 형태
양금은 사다리꼴의 상자 위에 긴 괘를 2개 세우고, 쇠로 만든 현을 4현 1벌로 총 14벌 56현을 얹는다. 56개의 줄은 각각 양 끝에 줄감기 못에 감겨 있어 조율할 때 사용한다. 채는 대나무뿌리로 만든다.

## 주법
대부분의 국악기가 현을 뜯는 방식으로 연주하는 발현악기(撥絃樂器)인 반면, 양금은 타현악기(打絃樂器)에 해당한다. 양금 뚜껑을 열어서 뚜껑을 악기 아래 받치고 대나무 채로 악기의 현을 쳐서 소리를 낸다. 이러한 주법 때문에 특유의 트레몰로주법이 가능하나 농현(弄絃)이 불가능하다.

## 단점
양금은 줄의 개수가 많고 쇠로 되어 있어 음정의 조율이 복잡하기 때문에, 연주 중 온도의 변화나 조명 등으로 인하여 줄이 처질 경우 음을 다시 조율하기가 어렵다고 한다.

## 같이 보기
- 산투르
- 한국 전통 악기